# Chevaliers de l'indépendance
Les Chevaliers de l'indépendance était un mouvement politique québécois actif au cours des années 1960 et 70. S'il avait pour but de défendre la langue française et les droits des Québécois, son objectif ultime était l'indépendance du Québec.

## Histoire
Le mouvement est fondé le 24 juin 1964 par Reggie Chartrand, ancien boxeur,. Son nom et son blason, imaginés par Chartrand, s'inspirent du célèbre Bayard, "chevalier sans peur et sans reproche".
Partisans d'une approche musclée, les Chevaliers de l'indépendance se font remarquer lors des nombreuses manifestations politiques tenues au Québec au cours des années 1960. On les reconnaît aisément grâce à leur blason et leurs chandails noirs, qui arborent les mots "Vive le Québec libre". Plusieurs membres du groupe appartiennent aussi au Rassemblement pour l'indépendance nationale (RIN).
Leurs accrochages fréquents avec les forces de police résultent en de nombreuses arrestations; Chartrand lui-même fera plusieurs séjours en prison et sera maintes fois battu par les policiers. 
Les Chevaliers de l'indépendance sont présents lors de nombreux événements publics de la décennie 1960; dans certains cas, leur présence résulte en affrontements, voire à l'émeute. Parmi ces coups d'éclat figurent notamment: 
- Sit In a la Place Ville-Marie (1962) - Manifestation contre les propos de Ronald Gordon du CN envers les Canadien-Francais.
- Visite de la Reine Elizabeth II à Québec, 10 octobre 1964
- Funérailles de Gilles Legault, 23 avril 1965
- Fête de la Saint-Jean Baptiste, 24 juin 1966
- Obsèques d'État de Lionel Groulx, 25 mai 1967
- Manifestation contre la Confédération, 1er juillet 1967
- Visite à Montréal du Général de Gaulle, 24 juillet 1967
- Manifestation contre le Train de la Confédération, 7 septembre 1967
- Fête de la Saint-Jean Baptiste, 24 juin 1968
- Manifestation à Saint-Léonard pour l'enseignement en français, 10 septembre 1969

Selon Chartrand, si les Chevaliers de l'indépendance ont joué un rôle important dans l'éveil nationaliste québécois des années 1960, ils n'ont jamais été nombreux: "On était une poignée... On a jamais été plus que 450 ou 500".
Après la création du Parti québécois en 1968, le mouvement indépendantiste s'éloigne de la rue. Cette évolution a pour effet de peu à peu marginaliser les Chevaliers de l'indépendance au cours des années 1970.

### Réaction à la venue de Charles de Gaulle au Québec
Enthousiasmés par la venue du général de Gaulle au Québec en 1967 et critiques de la réaction du gouvernement canadien à la suite du célèbre discours du général au balcon de l’Hôtel de ville de Montréal, le 24 juillet de cette même année, les Chevaliers de l’indépendance du Québec émettent le 28 juillet 1967 un communiqué aux médias :  
« Il est venu confirmer la volonté mutuelle de la France et du Québec, de multiplier les échanges dans tous les domaines de l’activité humaine. La France et le Québec communiant à une même culture, il était tout naturel qu’il en soit ainsi. Et il est surprenant que les autorités fédérales aient malencontreusement décidé de voir les choses d’un autre œil. »
Interprétant le discours du « Vive le Québec libre! » comme un véritable appui à la cause de l’indépendance du Québec, ils ajoutent : 
« Pour sa prise de position sans équivoque face au monde entier, nous vouons au président de Gaulle une estime, une admiration et une reconnaissance éternelles. Il est réconfortant de constater qu’il existe encore des hommes de la trempe du Grand Charles. 
Aussi le considérons-nous désormais comme un grand chevalier de l’indépendance du Québec. »